# Premio Sarasate
Bajo la denominación Premio Sarasate se hace referencia a dos certámenes musicales diferentes: el Premio Nacional de Violín Pablo Sarasate (creado en 1910) y el Concurso Internacional de Violín Pablo Sarasate (creado en 1991). Ambos certámenes se celebraron en honor al compositor y violinista navarro Pablo Sarasate (1844-1908) si bien el primero se desarrolló en Madrid, buscando premiar el virtuosismo de los alumnos que cursaban estudios reglados en los conservatorios superiores de España, y el segundo se celebró en Pamplona abierto a violinistas de todo el mundo.

## Premio Nacional de Violín Pablo Sarasate
Celebrado por primera vez en 1910, el Premio Nacional tiene su origen en la donación que el violinista y compositor español Pablo Sarasate (1844-1908) realizó al Real Conservatorio Superior de Música de Madrid: su violín Stradivarius y la cantidad de 25.000 francos cuyas rentas, de acuerdo con su testamento, "servirán para distribuir cada año, si procede y bajo mi nombre, un premio en dinero a un alumno que haya terminado sus clases de violín y atestigüe un mérito muy excepcional".  El Premio Pablo Sarasate fue concedido por última vez en 1970 ya que el dinero se agotó y a partir de ese momento las subsiguientes ediciones pasaron a ser honoríficas renovando su espíritu de ayuda a los jóvenes violinistas españoles gracias al patrocinio del Gobierno de Navarra.

### Ganadores del Premio Nacional de violín Pablo Sarasate
- 1911 - Alejandro Mirecki
- 1913 - Dámaso Rico y Losada
- 1915 - Amadeo Roldán
- 1916 - José Carlos Rodríguez Sedaño
- 1917 - María Dolores Domínguez Palatín (Lola Palatín)
- 1919 - Manuel Pallás
- 1921 - José María Sedano Carrasco
- 1922 - Carlos Reñé Esteve
- 1925 - José Figueroa Sanabia
- 1928 - Jaime Figueroa Sanabia
- 1930 - Eduardo Hernández Asiaín?  Luís Lerate Santaella
- 1931 - Ángel Jaria Serrano y Justo Carmena Carmena
- 1934 - Iris de Paz López Irisarri
- 1935 - Jesús Enrique López Irisarri
- 1943 - Justo Carmena Carmena (2º vez)
- 1951 - Carlos Vázquez Rodríguez y Pilar Westermeyer
- 1952 - Ana María Sebastián Gómez (con 14 años)
- 1954 - Alfonso Ordieres Rivero
- 1956 - Victor Martín
- 1960 - José Luis García Asensio
- 1963 - Santiago Bravo Calderón
- 1969 - Angel Loranca Castel
- 1993 - Alberto Rosado
- 1997 - Taras Gabora
- 2003 - Yuka Tsuboi
- 2006 - Francisco Fullana
- 2008 - Mikhail Pochekin

## Concurso Internacional de Violín Pablo Sarasate
El  Concurso Internacional de Violín Pablo Sarasate fue creado por el Gobierno de Navarra. Con carácter bienal, se celebra en Pamplona, ciudad natal de Sarasate, desde 1991. En su última edición estuvo dotado con un Primer Premio de 20.000 € que otorgaba el Gobierno de Navarra y otro de 10.000€ que ofreció el Ayuntamiento de Pamplona, además de otros premios. Para esta última edición se recibieron solicitudes de participación de 70 violinistas de 27 países. El Primer Premio sólo ha sido entregado en una única ocasión a un violinista español: Ana María Valderrama quien, además del Primer Premio, obtuvo el Premio Especial del Público.

### Ganadores del Concurso Internacional de Violín Pablo Sarasate
- 1991 - Gabriel Croituru  (Rumania)
- (Ex Aequo) - Ripsime Ayrapetiants (Rusia)
- 1993 - Tedi Papavrani  (Albania)
- 1995 - Ara Malikian  (Líbano)
- 1997 - Yi-Jia Susanne Hou  (China)
- 1999 - Mikjail Ovstrusky  (Estados Unidos)
- 2001 - Tamaki Kawakubo (Estados Unidos)
- 2003 - Anna Savytska (Ucrania)
- 2005 - Lee Je Hye   (Corea del Sur)
- 2007 - Yuki Janke    (Japón)
- 2009  - Yu-Chien Tseng  (Taiwán)
- 2011 - Ana Maria Valderrama (España)
- 2015 - Robert Lakatos  (Serbia)